# My Boobs are OK
"My Boobs Are OK" (engelska för: mina bröst är OK) är en sång av den norska artisten Lene Alexandra.
My Boobs are OK gick in första gången på 15:e plats på VG-listan, och klättrade sedan varje vecka, tills den nådde sin högsta placering - femte plats. Låten nådde också 5:e plats på listan över nedladdningar. På svenska hitlistor debuterade låten med 23:e plats och nådde som bäst plats nummer 20. Låten nådde också plats nummer 12 på nedladdningslistorna och plats nummer 1 på listan över mest nedladdade videor.
Musikvideon, som delvis är animerad, är gjord av Marcel Lelienhof, Rasmus Sivertsen och Qvisten animasjon.